# Église Saint-Cyr-et-Sainte-Julitte de Contre
L'église Saint-Cyr-et-Sainte-Julitte de Contre est située sur le territoire de la commune de Contre, dans le département de la Somme, non loin de Conty, au sud d'Amiens.

## Historique
L'église de Contre à l'aspect pittoresque présente une façade et des éléments de la nef qui remontent au XIIe siècle, le reste de l'édifice semble dater du XVe ou du XVIe siècle.
L'intérieur de l'église a été restauré au XIXe siècle par l'architecte amiénois Victor Delefortrie. Les frères Duthoit réalisèrent un dessin de l'église avant sa restauration.

## Caractéristiques

### Extérieur
L'édifice a été construit en craie selon un plan basilical simplifié avec nef et chœur. La tour-clocher quadrangulaire du XVe siècle s'appuie contre le chœur, elle est renforcée à chaque angle par des contreforts. La partie supérieure est percée sur chaque côté de baies jumelles. La toiture en bâtière est couverte d'ardoise.
Le chœur plus élevé que la nef date du XVe ou du XVIe siècle, il se termine par une abside à trois pans percés de baies en tiers-point. Les ouvertures de la nef sont en plein cintre. Le bas-côté du flanc sud de l'église a été détruit.

### Intérieur
Les voûtes de la nef sont en bois avec des sablières et des blochets sculptés de têtes humaines et d'écussons armoriés. Le chœur est voûté d'ogives.
Dans la chapelle latérale se trouve un groupe sculpté en pierre, daté de 1484, qui représente la Mise au tombeau.
L'église conserve également des statues d'apôtres ainsi qu'un petit personnage en prière d'un monument aujourd'hui disparu.